# Termitodius coronatus
Termitodius coronatus is een keversoort uit de familie bladsprietkevers (Scarabaeidae). De wetenschappelijke naam van de soort is voor het eerst geldig gepubliceerd in 1894 door Erich Wasmann.
Dit is een termitofiele soort, die leeft in termietennesten. T. coronatus werd in Venezuela bij Eutermes meinerti ontdekt.